# Retratos oficiais de Donald Trump
A partir de 2025, o presidente dos Estados Unidos, Donald Trump, foi o tema de quatro retratos presidenciais oficiais.
A tradição contemporânea de fotografias presidenciais oficiais remonta ao retrato de Gerald Ford em 1974; todos os presidentes desde então foram retratados sorrindo com uma bandeira dos Estados Unidos ao fundo em pelo menos um retrato oficial.
O primeiro retrato de Trump foi tirado em dezembro de 2016 por um membro não identificado da equipe, antes da posse de Trump em janeiro de 2017. O retrato foi usado como retrato oficial provisório até outubro de 2017, quando a Casa Branca divulgou retratos oficiais de Trump e do vice-presidente Mike Pence, tirados por Shealah Craighead, então fotógrafa oficial da Casa Branca. Neste retrato, Trump está em pé no Salão Oval com uma bandeira americana ao fundo e sorrindo amplamente para a câmera.
Antes da segunda posse de Trump em janeiro de 2025, retratos oficiais dele e do vice-presidente eleito J. D. Vance foram tirados e divulgados por Daniel Torok, que se tornou o segundo fotógrafo oficial da Casa Branca de Trump. O retrato de Trump tem uma iluminação mais intensa do que fotografias anteriores, com uma expressão facial severa inspirada em sua mugshot de 2023. Outro retrato oficial, também tirado por Torok, foi divulgado em junho de 2025, mostrando Trump sobre um fundo escuro e vazio, encarando a câmera com uma expressão mais neutra.

## Contexto
Retratos fotográficos oficiais foram tirados de todos os presidentes modernos dos Estados Unidos desde a Guerra Civil Americana. Ao contrário dos retratos tradicionais pintados, a fotografia oficial de um presidente é usada para funções cotidianas. As fotografias oficiais são impressas pelo Escritório de Publicações do Governo dos Estados Unidos e são exibidas em edifícios do governo federal americano, em embaixadas dos EUA e em pontos de entrada no país. Desde o retrato de Lansdowne de George Washington, os presidentes dos EUA geralmente procuram parecer acessíveis em seus retratos, ao mesmo tempo em que representam liderança forte e orgulho nacional americano. As fotografias presidenciais oficiais são concebidas para comunicar abertura e simpatia.
Retratos fotográficos tradicionais mostram os presidentes enquadrados em um ângulo reto, da altura do peito para cima, com iluminação uniforme e neutra, e sorrindo amplamente. Após Richard Nixon, todos os presidentes foram fotografados sorrindo com os dentes à mostra, exceto Barack Obama, que sorriu com a boca fechada. Antes de Gerald Ford, em 1974, a maioria dos presidentes era fotografada contra um fundo neutro. A partir de Ford, os presidentes passaram a ser frequentemente fotografados em frente a uma parede ou estante. Todos os presidentes têm sido retratados com uma bandeira dos Estados Unidos ao fundo, sendo o retrato de Nixon de 1969 o último sem uma bandeira americana.
Donald Trump tornou-se presidente dos Estados Unidos pela primeira vez em janeiro de 2017. Ex-estrela de reality show, Trump é notoriamente atento à sua aparência e à sua imagem pública. Durante sua carreira política, ele foi tema de quatro retratos fotográficos oficiais: dois durante períodos de transição administrativa e dois nos primeiros meses de seus mandatos presidenciais não consecutivos. Shealah Craighead, fotógrafa oficial da Casa Branca durante seu primeiro mandato, afirmou que Trump é "muito participativo" em relação aos seus retratos e frequentemente pede para vê-los "em tempo real para decidir se estão indo na direção certa".

## Retrato inaugural de 2016

O primeiro retrato inaugural de Trump, tirado em dezembro de 2016 por um funcionário não identificado

Em dezembro de 2016, Trump divulgou seu retrato oficial como presidente eleito dos Estados Unidos. Nenhuma pessoa foi creditada pela fotografia, que foi adicionada ao site da Casa Branca na data da posse de Trump, em 20 de janeiro de 2017. Trump também usou brevemente o retrato como foto de perfil no Twitter, na conta oficial @POTUS. No retrato, Trump usa sua característica gravata vermelha. A bandeira dos Estados Unidos e o pórtico da Casa Branca são visíveis ao fundo;  Trump está posicionado diante do que parece ser uma imagem da Casa Branca inserida por chroma key (fundo verde). Ele tem uma expressão séria e encara a câmera sem sorrir. Trump está inclinado para frente e parece iluminado por baixo.
Antes que um retrato presidencial oficial fosse produzido para substituí-lo, o retrato de Trump como presidente eleito foi usado como substituto em diversos prédios federais. Em fevereiro de 2017, a ausência de um retrato oficial de Trump em um hospital do Departamento de Assuntos de Veteranos em West Palm Beach, na Flórida, levou o congressista republicano Brian Mast a ajudar a pendurar cópias provisórias do retrato. Posteriormente, funcionários do Departamento de Veteranos retiraram as fotografias por temerem que não fossem oficiais, então David Shulkin, secretário de Assuntos de Veteranos, ordenou que os hospitais e clínicas do departamento baixassem o retrato diretamente do site da Casa Branca e o exibissem.
Michael Martinez, professor de fotojornalismo na Universidade do Tennessee em Knoxville e ex-editor de fotografia da Associated Press, afirmou que o retrato de Trump reforçava a imagem intimidadora que ele cultivou durante sua campanha presidencial de 2016. Em maio de 2021, um usuário da plataforma Wikimedia Commons alegou que o retrato havia sido tirado por um fotógrafo chamado Doug Coulter, e que, por ter sido obra de alguém de fora do governo dos EUA, não estaria em domínio público. O retrato foi brevemente removido da Wikimedia Commons, mas depois restaurado.

## Retrato presidencial de 2017

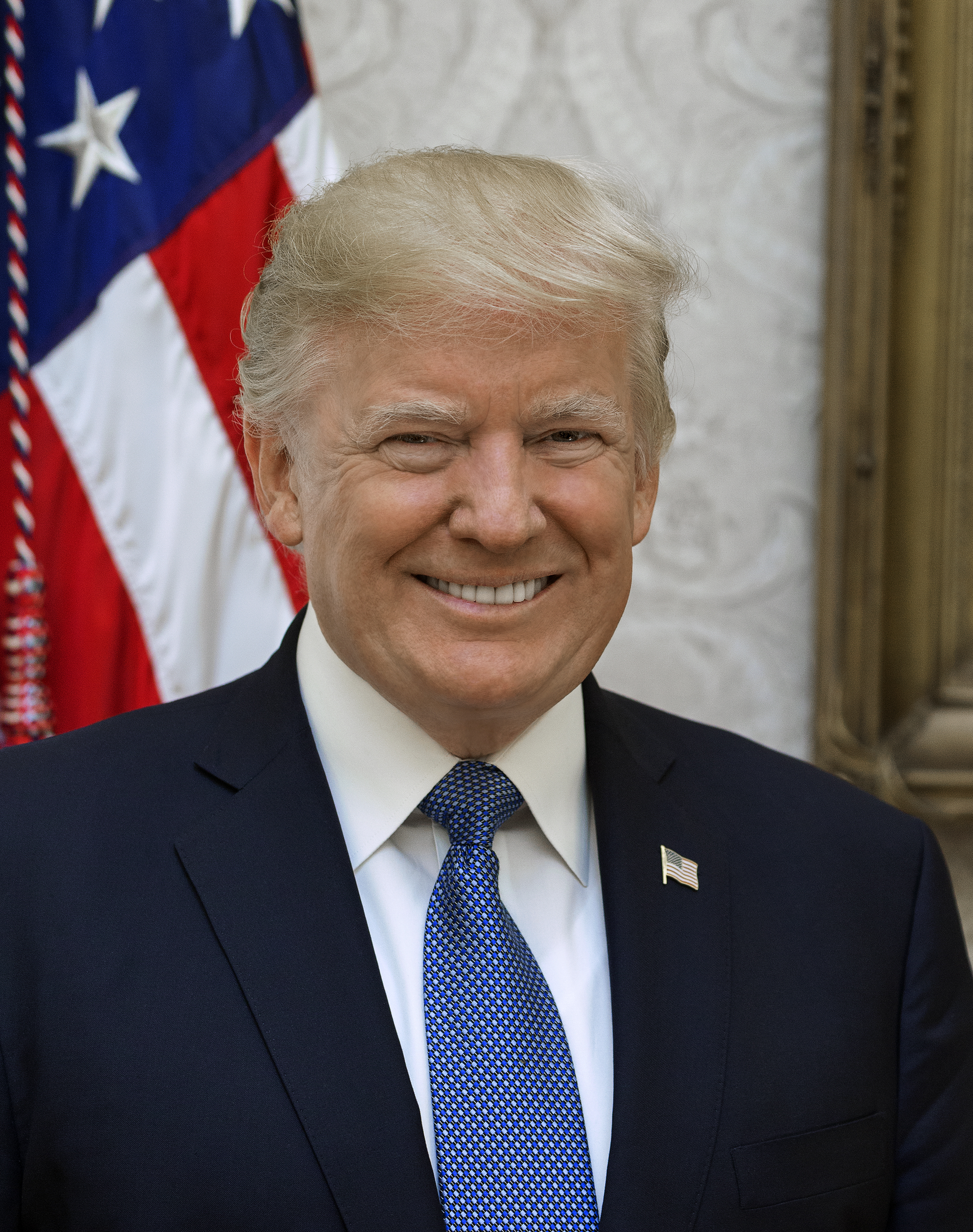
O primeiro retrato presidencial de Trump, tirado em outubro de 2017 por Shealah Craighead

Mais de nove meses após a posse, a Casa Branca revelou os retratos oficiais de Trump e do vice-presidente Mike Pence em 31 de outubro de 2017. A realização dos retratos foi organizada às pressas após meses de atraso; em setembro de 2017, Trump e Pence ainda não haviam decidido quando posariam para os retratos oficiais. As imagens foram encomendadas pelo Escritório de Publicações do Governo, e Trump foi fotografado por Shealah Craighead, a fotógrafa oficial da Casa Branca. A Casa Branca afirmou que os retratos seriam "distribuídos para instalações federais em todo o país e disponibilizados para venda ao público".
No retrato, Trump veste camisa branca e um terno azul ou azul-marinho. Ele usa um broche de lapela com a bandeira dos Estados Unidos e uma gravata azul com padrão de bolinhas. A fotografia foi feita no Salão Oval, após uma reforma do ambiente concluída em agosto de 2017. Trump está em pé diante de uma bandeira americana. Ao fundo, vê-se o papel de parede cinza em estampa damasco do Salão Oval e parte da moldura dourada que sustenta o retrato de Thomas Jefferson, pintado por Rembrandt Peale em 1800. Trump sorri amplamente para a câmera.
A sala está iluminada de forma uniforme, com Trump bem iluminado. Ele ocupa um pouco menos da metade do espaço horizontal da imagem, sendo retratado em um ângulo tradicional e nivelado, aparecendo levemente fora do centro. O retrato segue de perto o estilo histórico de retratos presidenciais, com composição semelhante às imagens oficiais de George W. Bush, Barack Obama e, posteriormente, Joe Biden. A representação padrão de Trump, sorridente, foi vista como um afastamento de sua persona típica mais intimidadora; Craighead afirmou mais tarde que Trump nunca demonstrou gostar particularmente do retrato.

## Retrato inaugural de 2025

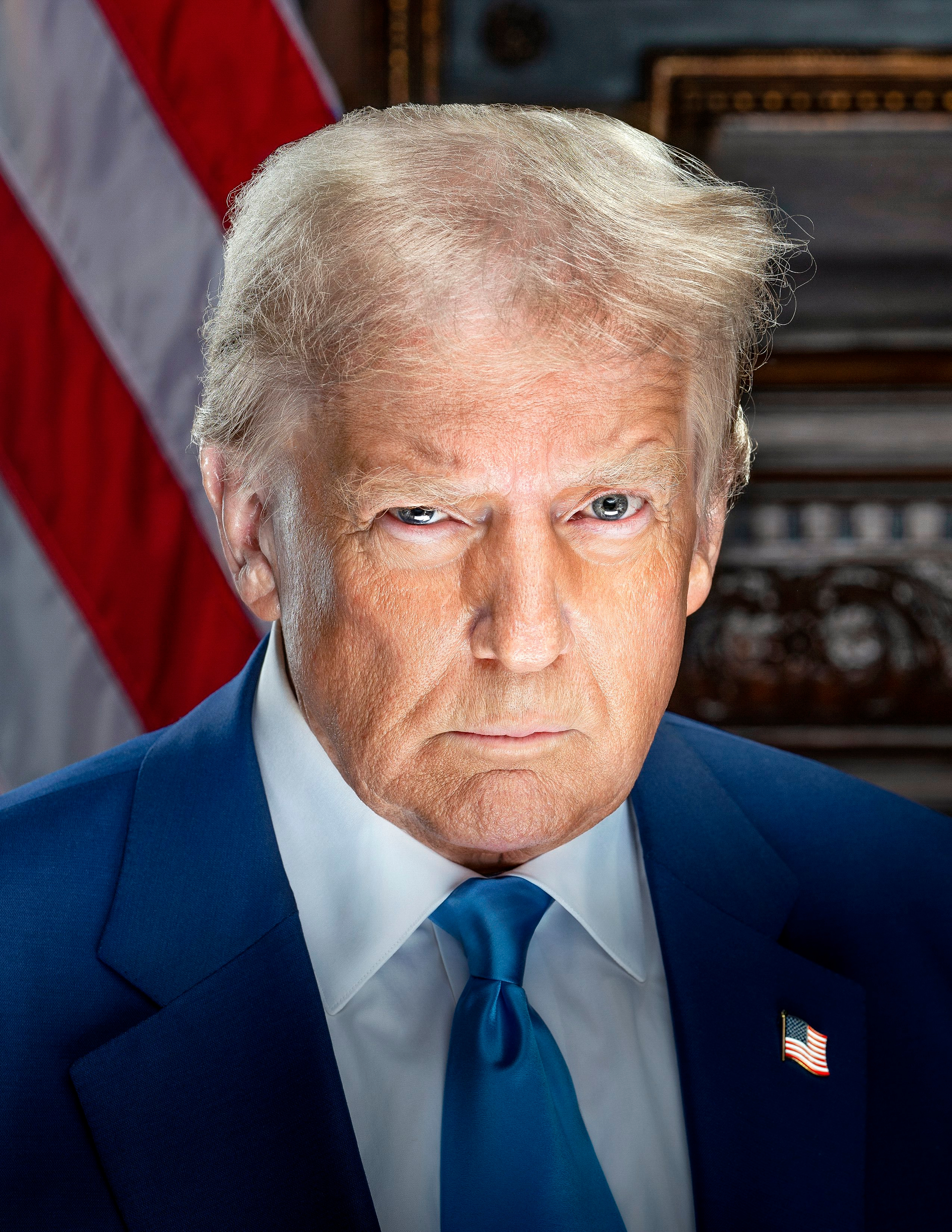
Segundo retrato inaugural de Trump, tirado em janeiro de 2025 por Daniel Torok

Algumas semanas antes da segunda posse de Donald Trump, ele e o vice-presidente eleito J. D. Vance foram fotografados por Daniel Torok, que se tornou o fotógrafo oficial da Casa Branca durante o novo mandato de Trump. Torok revelou os retratos na rede social X em 15 de janeiro de 2025, e a equipe de transição de Trump os divulgou oficialmente no dia seguinte, antes da posse em 20 de janeiro. Os retratos foram feitos especificamente para a cerimônia de posse e impressos nos programas oficiais do evento. O retrato de Trump serviu como retrato presidencial provisório no início do mandato.
Nos retratos, tanto Trump quanto Vance vestem ternos azuis e camisas brancas. Trump usa uma gravata azul ou azul-turquesa e um pequeno broche de lapela com a bandeira dos Estados Unidos. Ele está em uma sala de aparência cerimonial, com listras vermelhas e brancas de uma bandeira americana visíveis ao fundo, atrás de sua cabeça. A expressão facial de Trump é severa e intensa. Ele encara diretamente a lente da câmera; seu olho direito está semicerrado, uma das sobrancelhas está arqueada e os lábios estão firmemente comprimidos.
O retrato de Trump é mais escuro e tem uma iluminação mais agressiva do que os retratos presidenciais tradicionais. Ele é iluminado de baixo para cima, com uma luz artificial forte iluminando o centro de seu rosto enquanto deixa outras áreas na sombra. Um poderoso flash refletido em seus olhos intensifica a imagem. A fotografia tem um leve ângulo de baixo para cima, com a cabeça de Trump inclinada para baixo, olhando para o espectador. A imagem é cortada de perto, mostrando-o do peito para cima.
O retrato de Trump foi comparado à sua mugshot tirada em 2023 na prisão do condado de Fulton, após sua prisão por acusações de associação criminosa relacionadas às tentativas de reverter o resultado da eleição de 2020 na Geórgia. Na mugshot — para a qual Trump treinou sua expressão — ele aparece com uma sobrancelha arqueada e os olhos direcionados para cima em um olhar desafiador. A imagem se tornou um símbolo de resistência entre seus apoiadores e foi amplamente utilizada em sua campanha presidencial. Torok confirmou em sua conta na rede X que a mugshot inspirou diretamente o retrato inaugural.

### Recepção
Shawn McCreesh, escrevendo para o The New York Times, afirmou que o retrato “foi — como tudo relacionado a Trump — dramático e surpreendente.”  Grace Snelling, da Fast Company, escreveu que o retrato “se afastou marcadamente do precedente estabelecido por administrações anteriores em termos de como o chefe do Executivo é apresentado” e foi “desenhado para transmitir domínio, não empatia.” Shealah Craighead afirmou que o “cenho franzido é a pose favorita de Trump” e que ele “provavelmente não quer sorrir porque isso parece fraqueza.” Jason Farago, crítico do The New York Times, disse que Torok utilizou uma iluminação exagerada de baixo para cima que conferiu a Trump “o aspecto de um vilão de filme de terror.” O fotógrafo político britânico Andrew Parsons descreveu o retrato como “uma imagem com mensagem.”
O crítico de arte Kelly Grovier, escrevendo para a BBC News, disse que o retrato “pode ser o mais extraordinário” do “tríptico de fotos marcantes” que retratam Trump — sendo as outras duas sua mugshot de 2023 e as fotos de 2024 em que ele ergue o punho após sobreviver a uma tentativa de assassinato. Ele escreveu: “Simplesmente não há precedente na história dos retratos presidenciais dos EUA para a intensidade penetrante da expressão e o olhar aguçado e agressivo que essa imagem consagra — uma agressividade no olhar que obriga o observador a buscar paralelos nas páginas da história da arte.” Quardricos Driskell, professor de ciência política da Universidade George Washington, afirmou: “O contraste marcante com o retrato anterior, mais tradicional, também pode significar uma mudança na persona pública de Trump, enfatizando uma postura mais dura e combativa à medida que se prepara para assumir o cargo pela segunda vez.”

## Retrato presidencial de 2025

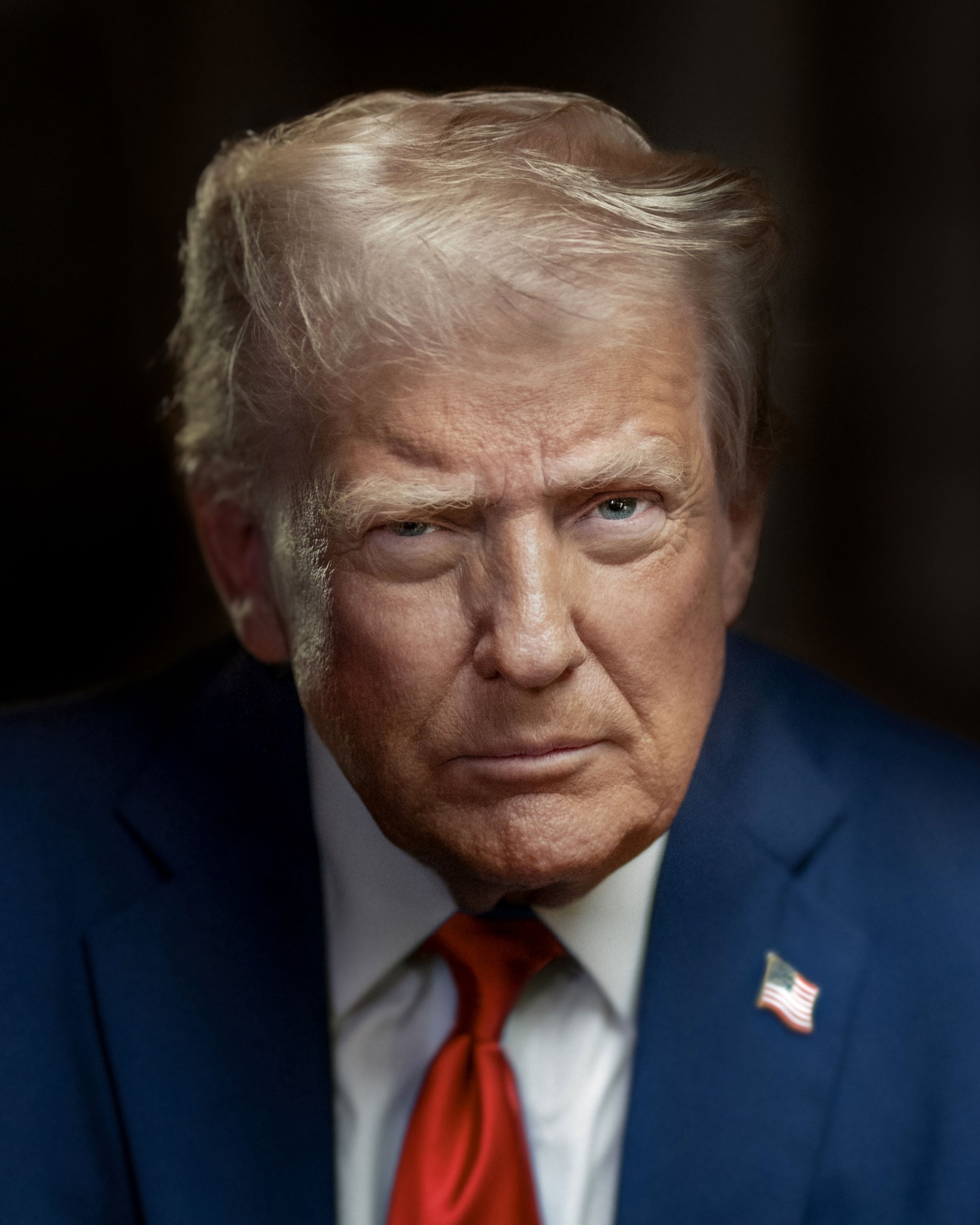
Segundo retrato presidencial de Trump, tirado em junho de 2025 por Daniel Torok

Em 2 de junho de 2025, a Casa Branca revelou o retrato oficial de Donald Trump para seu segundo mandato presidencial. A imagem foi divulgada em um vídeo de oito segundos publicado nas redes sociais, no qual o retrato é pendurado no Edifício Executivo Eisenhower, ao lado da Ala Oeste da Casa Branca. A fotografia, quarto retrato oficial de Trump, foi tirada por Daniel Torok. Ela foi adicionada ao site da Casa Branca, à conta oficial de Trump no Facebook e passou a ser colocada em edifícios e escritórios federais, substituindo o retrato inaugural anterior.
No retrato, Trump veste um terno azul-escuro ou azul-marinho sobre uma camisa azul-clara. Ele usa sua “clássica” gravata vermelha, amarrada com um nó de Windsor, e tem um broche da bandeira dos Estados Unidos preso à lapela esquerda. Trump está posicionado contra um fundo escuro, e não há bandeira americana ao fundo — sendo esse o primeiro retrato presidencial oficial dos EUA sem a bandeira desde Richard Nixon em 1969. Ele encara a câmera com um olhar sério, e sua expressão é descrita como neutra, severa ou rígida, remetendo à construção facial da sua mugshot de 2023, com sobrancelha erguida e semblante repreensivo. Comparado ao retrato inaugural, a expressão de Trump está mais suave, os ombros mais relaxados e o semblante menos agressivo.
Torok explicou que a foto foi composta em uma “sala bastante escura”, com “uma enorme caixa de luz suspensa” e “um feixe de luz do pôr do sol sobre o ombro direito [de Trump]” para criar uma iluminação cinematográfica.  Trump está centralizado no retrato, com a cabeça levemente projetada para a frente. A lente foi posicionada bem próxima a ele — mais do que em outros retratos presidenciais — e ele ocupa cerca de três quartos da imagem, que é fortemente recortada. A iluminação é mais quente do que a do retrato inaugural, tornando visíveis as bolsas sob seus olhos devido à luz direta. A imagem apresenta alto contraste, com sombras cobrindo quase metade do rosto de Trump, incluindo a bochecha direita, a orelha e o ombro. As bordas da fotografia estão desfocadas, o que borra a camisa e a gravata de Trump, enquanto seu rosto e cabelo permanecem em foco nítido.

### Recepção
Jason Farago afirmou que o tom do retrato era “ameaçador”, mas que “em comparação com o retrato inaugural, o humor do retratado na verdade se iluminou.” Grace Snelling considerou a imagem “ainda mais sombria” do que o retrato inaugural, enquanto Benedict Smith, do The Daily Telegraph, afirmou que a intenção de Trump parece ter sido “parecer menos ameaçador.” Farago comentou que o retrato “exibe uma incongruência tonal clássica de Trump” — gerando “desconforto” por sua composição, mas transmitindo uma “curiosa imagem de força” por desafiar os gostos das elites tradicionais. Ele descreveu o cenário como “tão sombrio e teatral quanto a sala de reuniões do The Apprentice.”
Farago também escreveu: “Independentemente das técnicas utilizadas, a fotografia exibe diversas marcas visuais de imagens geradas por inteligência artificial: composição simétrica, detalhes imprecisos, desfoque nas bordas e profundidade de campo rasa. Se a estética do primeiro mandato de Trump veio da televisão, esta segunda administração está mais próxima do Vale do Silício... O retrato, nesse sentido, não representa um retorno ao brilho dos anos 1980, mas sim um reflexo da superprodução dos anos 2020: um artefato de um admirável mundo novo em que as imagens podem sempre ser regeneradas e até a presidência não possui história.”
Paul Staiti, professor de belas artes no Mount Holyoke College, disse que a ausência da bandeira americana tornou o retrato “mais pessoal” e que a remoção de “todas as referências ao cenário da Casa Branca” o levou a se perguntar se a imagem sugere que Trump não é exatamente um ocupante do cargo ou que não deve ser visto apenas como o representante atual dos Estados Unidos. Snelling observou que a ausência da bandeira indicava que “o último vestígio de convenção também foi abandonado” e afirmou que o retrato “parece dizer que Trump é a estrela, e os Estados Unidos são apenas o cenário.”